# Пильник Євген Олексійович
Євге́н Олексі́йович Пильник (25 жовтня 1921, Сиваське — 13 березня 1999) — український архітектор.

## Біографія

Могила Євгена Пильника, Байкове кладовище

Народився 25 жовтня 1921 року в селі Сиваському (тепер Новотроїцький район Херсонської області, Україна).
Член ВКП(б) з 1945 року. 1951 року закінчив архітектурний факультет Київського художнього інституту.
Працював в архітектурно-проєктних установах Києва. На 1965 рік — начальник архітектурно-планувального управління Держбуду УРСР.
Помер на 78-му році життя 13 березня 1999 року. Був кремований, прах похований у колумбарії Байкового кладовища (50°24′58.10″ пн. ш. 30°30′11.40″ сх. д. / 50.4161389° пн. ш. 30.5031667° сх. д.).

## Споруди і проєкти

Пам'ятник в Києві

- У Києві житлові будинки на вулиці Медоносній (1952—1954), вулиці Дачній (1953—1954); пам'ятник екіпажу бронепоїзда «Таращанець» (1974, парк «Таращанець»);
- У Кривому Розі проєкт забудови 4-х кварталів житлового району рудника імені К. Лібкнехта (1956—1960);
- У Дніпрі житлові будинки на вулиці Парковій (1953—1955), технічне училище заводу пресів (1955);
- У Часовому Ярі проєкт забудови житлового району (1955—1957, у співавторстві);
- У Тернополі будинок обласної партійної школи (тепер медичний університет, 1954—1955).